# Eupithecia holbergata
Eupithecia holbergata är en fjärilsart som beskrevs av Mackay 1951. Eupithecia holbergata ingår i släktet Eupithecia och familjen mätare. Inga underarter finns listade i Catalogue of Life.